# Букатевич Назарій Іванович
Наза́рій Іва́нович Букате́вич (нар. 10 (22) жовтня 1884, Любомль — 15 грудня 1984, Одеса) — український  мовознавець,  етнограф та  історик, Кандидат філологічних наук, професор.

## Біографія
Назарій Іванович Букатевич народився 10 жовтня (22 жовтня за новим стилем) 1884 року в містечку Любомль (нині місто Волинської області). В 1905 році закінчив Холмську духовну семінарію.
В 1912 році (за іншими даними — в 1911 році) закінчив історико-філологічний факультет Юр'євського (нині Тартуського) університету (нині Естонія).
До 1920 року викладав у Седлецькій гімназі, вчителював.
В 1923—1927 роках викладав українську та російську мови в Одеському інституті народного господарства, у 1926—1930 роках — в Одеському інституті народної освіти.
У 1923—1930 роках був дійсним членом етнографічно-лінгвістичної секції Одеської комісії краєзнавства при ВУАН.
В 1930—1938 роках був викладачем Одеського педагогічного інституту та завідувачем кафедри української мови Одеського університету (1937—1938 рр.).
В 1938 році Н. І. Букатевича звинуватили в націоналізмі та звільнили з роботи. Він змушений був виїхати до Середньої Азії. Там викладав російську мову у місті Кзил-Орда (Казахстан).
У 1943 році захистив дисертацію і здобув науковий ступінь кандидата філологчних наук. В 1960 році присвоєно вчене звання професора.
В 1944 році повернувся до Одеси. У 1945—1971 роках працював завідувачем кафедри російської мови Одеського державного університету.
У вересні 1958 року Н. І. Букатевича було реабілітовано.
Помер 15 грудня 1984 року в Одесі на сто першому році життя.

## Наукова діяльність
Сферами наукових інтересів були українська і російська мови, український фольклор, етнографія, історія української та російської мов, діалектологія.
Дослідник був членом етнографічної комісії ВУАН. Вивчав розвиток українського чумацтва на півдні України. На основі архівних і статистичних матеріалів показав, що російські генерал-губернатори обстоювали привілеї російського купецтва, яке скуповувало сіль оптом, нав'язуючи українським чумакам завищені ціни. Досконало дослідив чумацькі шляхи сполучення, звичаєве право, визначив хронологічні межі активного функціонування промислу.
Опублікував кілька наукових розвідок, де використав зразки народної творчості.
Після повернення із заслання працював у галузі російського мовознавства, вивчав давньослов'янські пам'ятки. Досліджував проблеми розвитку синтаксичних систем російської мови та питання словотвору слов'янських мов. 
Керував аспірантурою, в якій, зокрема, навчалися Т. О. Туліна, Д. С. Іщенко та інші.

## Праці
- Чумацтво в 17—18 століттях // Вісник Одеської комісії краєзнавства при ВУАН.   —  1925. — № 2—3. — С. 239 - 244.
- Чумацтво на Україні: Історико-етнографічні нариси// Записки Одеського інституту народного господарства.— Одеса, 1928.  — С. 1 -  89 с.
- Український фольклор у творчості М. Коцюбинського // Коцюбинський: Збірник статей. — Харків — Київ, 1931. — С. 191 - 223.
- Развитие учения о предлогах в русской лингвистической литературе // Труды Одесского университета. Сборник филологического факультета. — Т. 2. — Одесса, 1949. —  С. 131 - 141.
- Опыт исторического изучения предлогов в русском литературном языке. — Ч.1   — Одесса: ОГУ, 1957.  — 147 с.
- Опыт исторического изучения предлогов в русском литературном языке. — Ч.2   — Одесса: ОГУ, 1958.  — 217 с.
- Главнейшее суффиксы прилагательных в древнерусском литературном языке / Н.И.Букатевич // Праці Одеського державного університету. Серія філологічних наук. — 1959. — Т. 149. — Вып. 9. — С. 157 - 170.
- К столетию со дня рождения профессора Александра Томсона // Известия Академии Наук СССР.  Отделение литературы и языка. – 1960. – Т. 19, вып. 6. – С. 551-553.
- О некоторых образованиях от местоименных корней в современных славянских языках// Труды Одесского университета. Серия филологические  науки.–  1962. – Т. 152, вып. 15. – С. 197 - 211.
- Учение о словообразовании русского языка в трудах советских лингвистов: Конспект лекций. – Одесса, 1970. – 66 с.

###### У співавторстві
- Очерки по сравнительной грамматике восточнославянских языков / Н. И. Букатевич, И. Е. Грицютенко, Г. М. Мижевская. – Одесса : ОГУ, 1958. – 390 с.
- Историческая грамматика русского языка: учебник / Н. И. Букатевич, С. А. Савицкая, Л. Я. Усачёва. — Киев : Вища школа, 1974. — 312 с. https://web.archive.org/web/20060918082800/http://ksana-k.narod.ru/djvu/bukatevich.htm

## Нагороди
- Грамота Президії Верховної Ради Української РСР